# Басковский сельсовет
Басковский сельсовет — упразднённые административно-территориальная единица и муниципальное образование со статусом сельского поселения в составе Макушинского района (с июля 2020 года муниципального округа) Курганской области России. 
Административный центр — село Басковское.

## История
В соответствии с Законом Курганской области от 6 июля 2004 года № 419 сельсовет наделён статусом сельского поселения.
Законом Курганской области от 27 июня 2018 года N 65, в состав Чебаковского сельсовета были включены все населённые пункты упразднённых Басковского, Мартинского и Слевинского сельсоветов.

## Население
| 1989 | 2002 | 2010 | 2012 | 2013 | 2014 | 2015 |
| ---- | ---- | ---- | ---- | ---- | ---- | ---- |
| 719  | ↘670 | ↘280 | ↘260 | ↘230 | ↘205 | ↘192 |
| 2016 | 2017 | 2018 |      |      |      |      |
| ↗196 | ↘184 | ↘179 |      |      |      |      |

## Состав сельского поселения
| № | Населённый пункт | Тип населённого пункта       | Население |
| - | ---------------- | ---------------------------- | --------- |
| 1 | Басковское       | село, административный центр | ↘179      |